# Rezerwat przyrody Ligota Dolna
Rezerwat przyrody Ligota Dolna – stepowy rezerwat przyrody położony ok. 1 km od miejscowości Ligota Dolna, w gminie Strzelce Opolskie, na terenie Parku Krajobrazowego Góra Św. Anny.
Został powołany w 1959 roku na powierzchni 4,90 ha. Po kilku korektach granic jego powierzchnia wynosi obecnie 8,2970 ha. Jego teren został objęty obszarem Natura 2000 Góra Świętej Anny PLH160002.
Celem utworzenia rezerwatu była ochrona dobrze zachowanych siedlisk przyrodniczych - muraw kserotermicznych, skał wapiennych i neutrofilowych z roślinnością pionierską (Alysso-Sedion) oraz wapiennych ścian skalnych ze zbiorowiskiem Potentilletalia caulescentis. Do rzadkich gatunków roślin tu występujących należą m.in. ożanka pierzastosieczna i rozchodnik biały.
Na mocy obowiązującego planu ochrony ustanowionego w 2014 roku obszar rezerwatu objęty jest ochroną czynną. Podjęto ją ze względu na zagrożenie zarastania terenów rezerwatu, zwłaszcza przez zarośla ligustru pospolitego. W tym celu m.in. od 2018 r. prowadzony jest na terenie rezerwatu wypas stada owiec.

## Rzeźba terenu i szata roślinna
Rezerwat usytuowany jest w północno-zachodnim krańcu Garbu Chełma, na zachodnim i południowo-zachodnim zboczu Ligockiej Góry (323 m n.p.m.). 
Czynniki, które przyczyniły się do wykształcenia roślinności kserotermicznej:
- ostańcowy charakter góry,
- liczne wychodnie skalne,
- skaliste urwiska,
- cienka warstwa gleby w większości złożona z rędzin,
- ekspozycja wzgórza,
- silne nasłonecznienie,
- duża dobowa amplituda temperatury,
- duża siła wiatrów

Wszystkie te czynniki składają się na specyficzne warunki mikroklimatyczne i ekologiczne tego miejsca, co sprzyja utrzymaniu się roślinności ciepłolubnej.
Na terenie rezerwatu stwierdzono występowanie 181 gatunków roślin naczyniowych (według Spałka, 1998 rok), 38 gatunków mszaków i 4 gatunki porostów. Są wśród nich m.in.:
- orlik pospolity[4]
- dziewięćsił bezłodygowy
- rozchodnik biały
- len austriacki
- ożanka pierzastosieczna
- czosnek skalny
- przylaszczka pospolita
- fiołek pagórkowy

Na terenie rezerwatu zinwentaryzowano 3 zbiorowiska roślinne.

## Fauna
W latach 60. XX w. na terenie rezerwatu zebrano 546 gatunków motyli (spośród 599 notowanych), poza tym występują tu: unikalne bezkręgowce (mięczaki, pająki), płazy, gady, ptaki i ssaki.